# Serpent marin
Pour les monstres marins, voir Serpent de mer.
Taxons concernés
Deux sous-familles de la famille des Elapidae :
- sous-famille Laticaudinae
- sous-famille Hydrophiinaemodifier

Les serpents marins sont des serpents adaptés à la vie dans les océans et qui se rencontrent dans l'océan Indien et l'océan Pacifique.

## Biologie
Ce sont des serpents qui sont largement adaptés à une vie pleinement aquatique et sont incapables de se déplacer sur la terre, sauf pour le genre Laticauda qui conserve les caractéristiques ancestrales, permettant un mouvement limité sur les terres.
La queue est généralement en forme de pagaie pour améliorer la nage, et le corps est souvent compressé latéralement. Les narines sont souvent sur le dessus de la tête pour aider à la respiration, et certaines espèces sont capables de respirer partiellement (jusqu'à 25% de leurs besoins) par le haut de leur peau.
Ce sont des serpents très venimeux, ovovivipares à l'exception du genre Laticauda (vivipares) qui se nourrissent de poissons et parfois d'octopodes. 
Bien qu'équipées d'un venin extrêmement puissant, la plupart des espèces sont inoffensives et ont plutôt peur des humains : ces serpents préféreront toujours la fuite à la confrontation, et les accidents sont extrêmement rares.

## Description
Ce sont des Élapidés « classiques », dont le corps est généralement compressé latéralement et dont la queue est la plupart du temps en forme de nageoire verticale. Ils mesurent de 120 cm à 3 m pour Hydrophis spiralis.

## Taxonomie
Initialement classés dans la famille des Hydrophiidae, celle-ci a été divisée plus tard en deux sous-familles : les Hydrophiinae, comprenant 8 genres et 57 espèces, et les Laticaudinae plus primitifs, comprenant un genre, Laticauda.
Étant donné leur lien étroit avec les Elapidae certains taxonomistes ont déplacé ces deux groupes vers les Elapidae, créant ainsi les sous-familles Elapinae (non marins), Hydrophiinae et Laticaudinae,,.

## Sous-familles
- les Laticaudinae
  - genre Laticauda Laurenti, 1768 (encore partiellement terrestres, considérés comme plus primitifs)
- les Hydrophiinae
  - genre Aipysurus Lacépède, 1804
  - genre Emydocephalus Krefft, 1869
  - genre Ephalophis Smith, 1931
  - genre Hydrelaps Boulenger, 1896
  - genre Hydrophis Latreille, 1801
  - genre Kolpophis Smith, 1926
  - genre Parahydrophis Burger & Natsuno, 1974
  - genre Thalassophis Schmidt, 1852

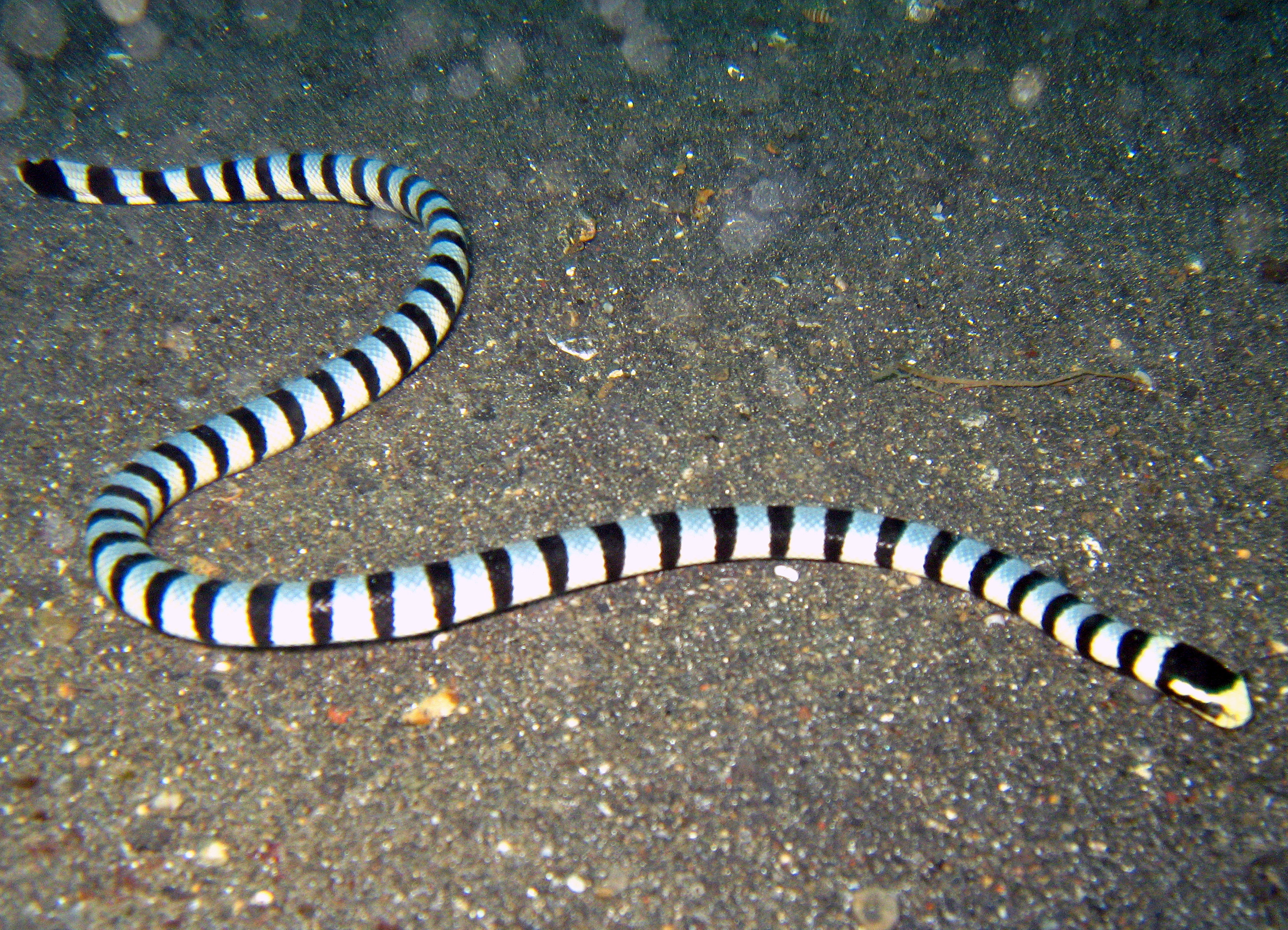
Laticauda colubrina
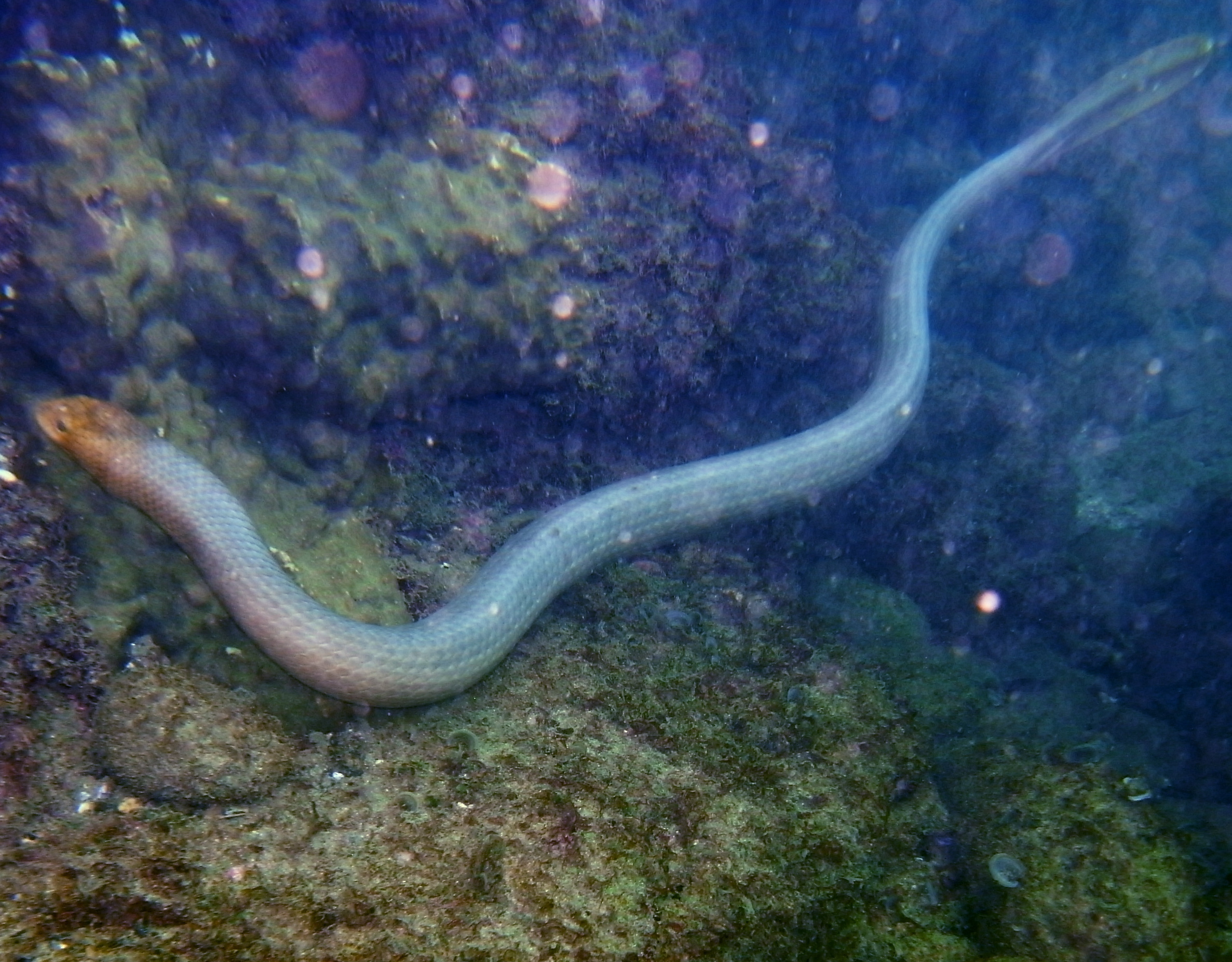
Aipysurus laevis
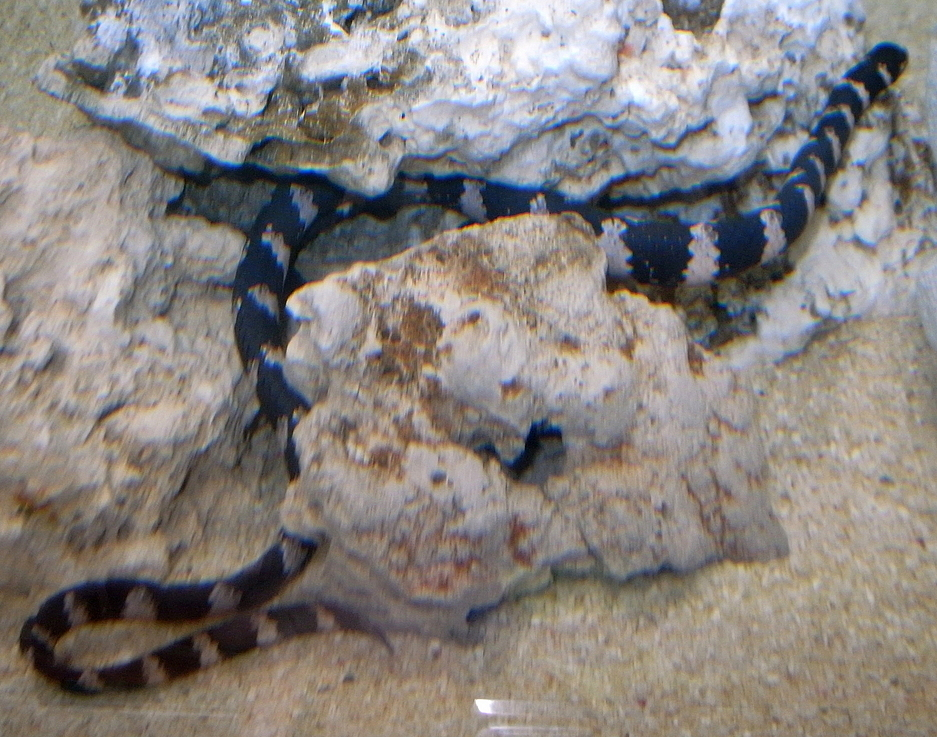
Emydocephalus ijimae
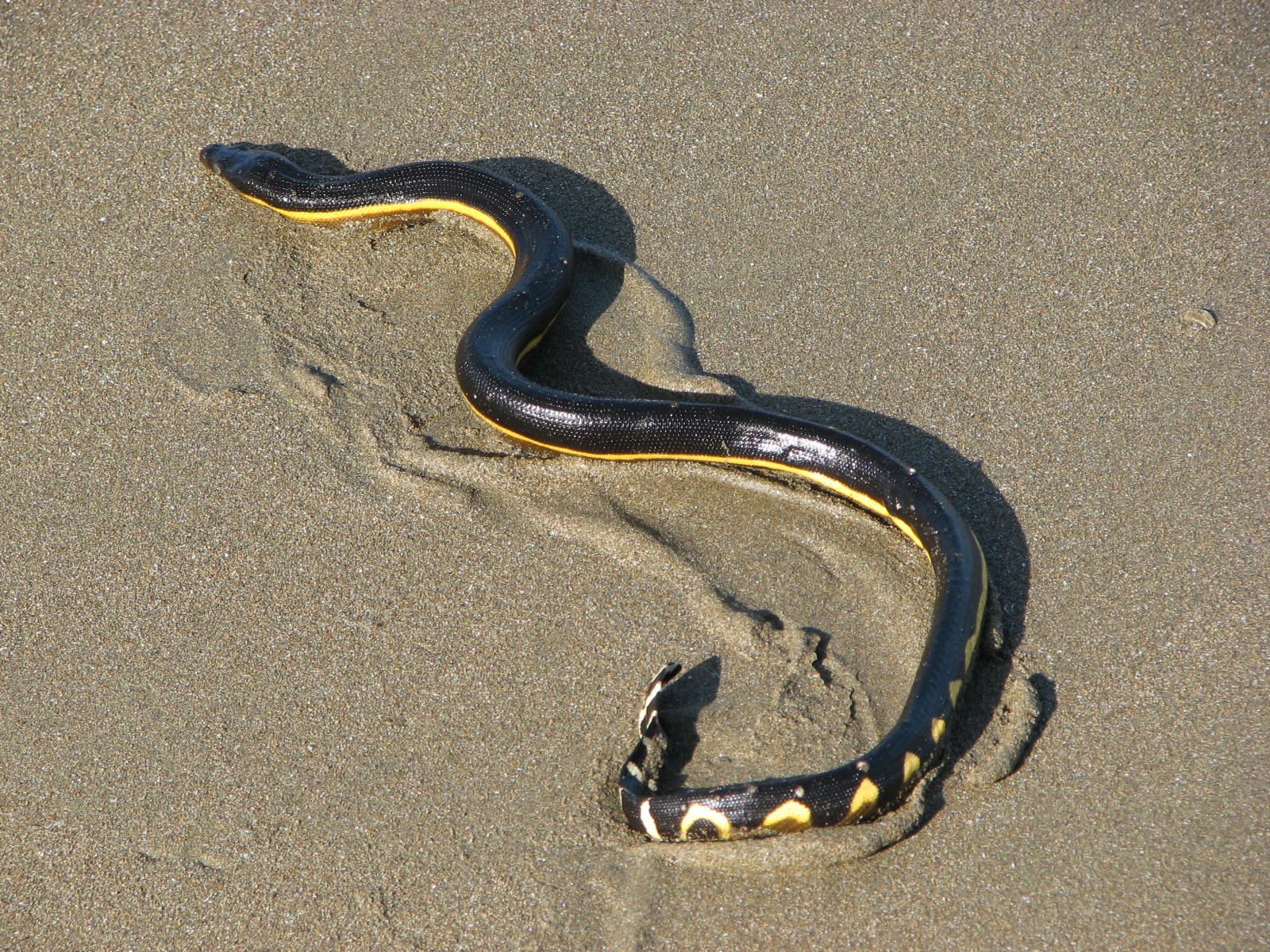
Hydrophis platurus
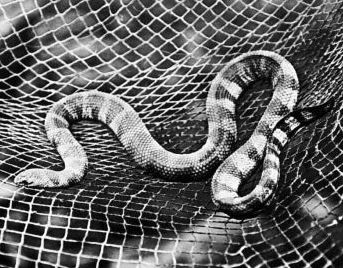
Thalassophis anomalus

Il existe cependant d'autres groupes de serpents pouvant fréquenter les eaux marines, comme les cinq espèces du genre Cerberus (famille des Homalopsidae), qui vivent dans les estuaires et tolèrent l'eau salée.

## Poissons«serpentiformes»et autres confusions possibles

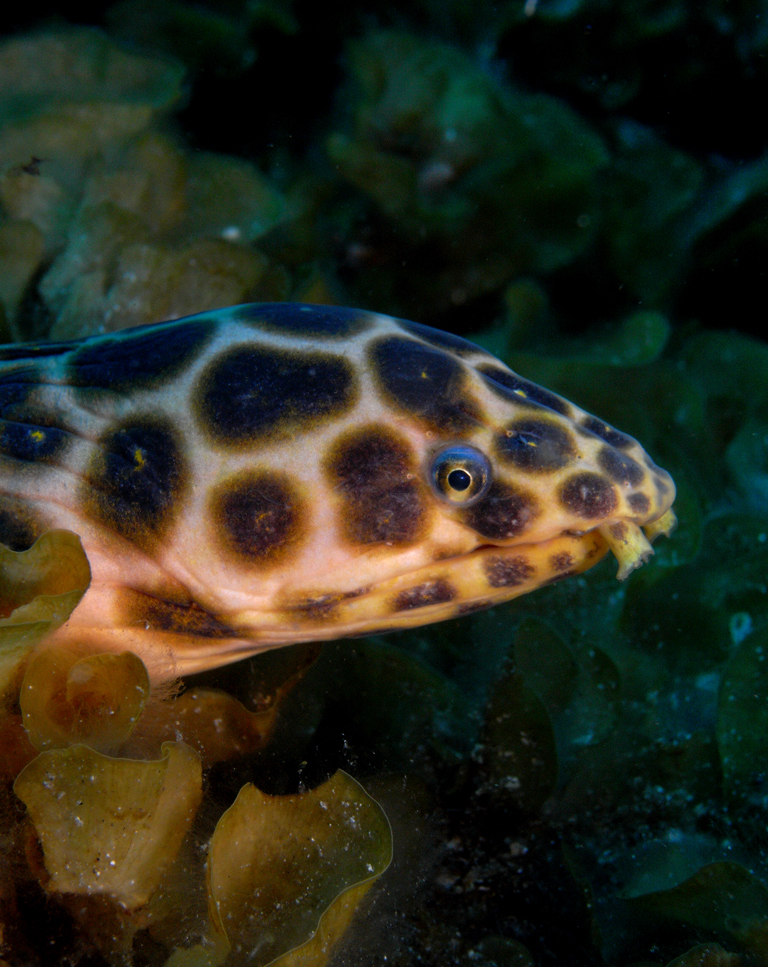
Les anguilles-serpents, de la famille des Ophichthidae, sont des poissons inoffensifs mimétiques des serpents marins. Ils sont dépourvus d'écailles, et leur tête présente des narines prolongée par de petits tubes.

De nombreux animaux marins, en particulier des poissons de l'ordre des Anguilliformes (anguilles, murènes, congres...) sont parfois pris pour des serpents par les touristes mal documentés, d'autant plus que certaines espèces sont volontairement mimétiques de ceux-ci, comme les « anguilles-serpents » de la famille des Ophichthidae (qui sont en réalité proches des murènes, absolument inoffensives et dépourvues de crochets comme de venin). 

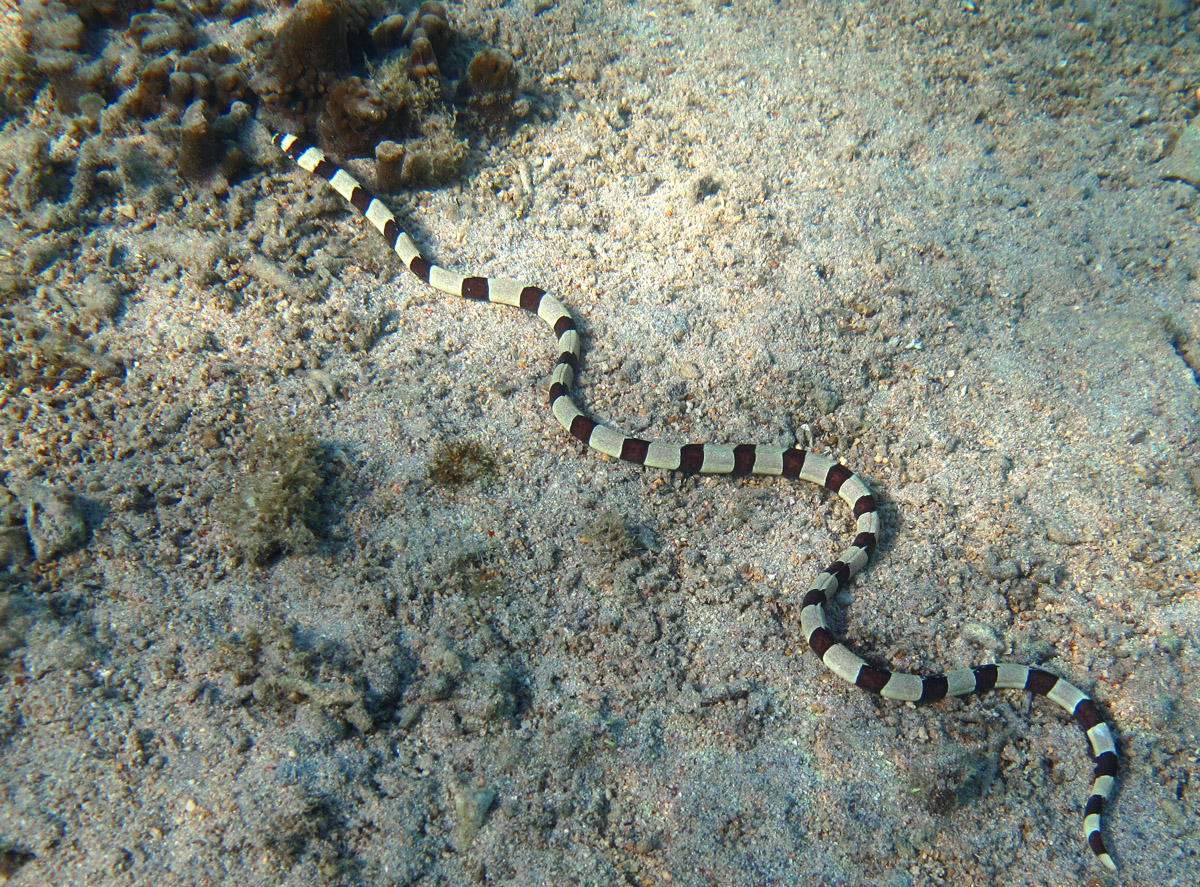
Myrichthys colubrinus, une « anguille-serpent » souvent prise à tort pour un serpent (ici à la Réunion)
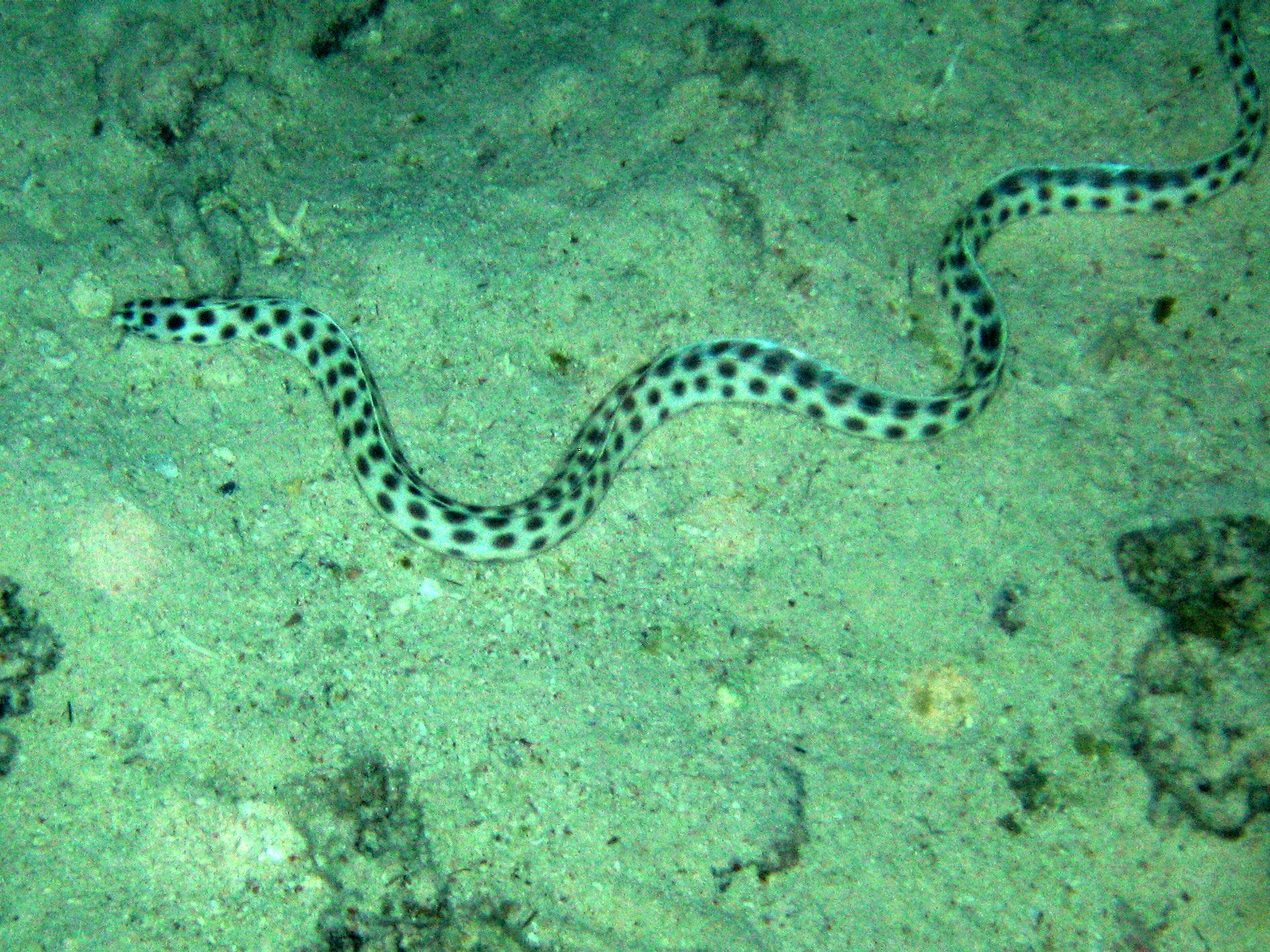
Myrichthys maculosus, idem.
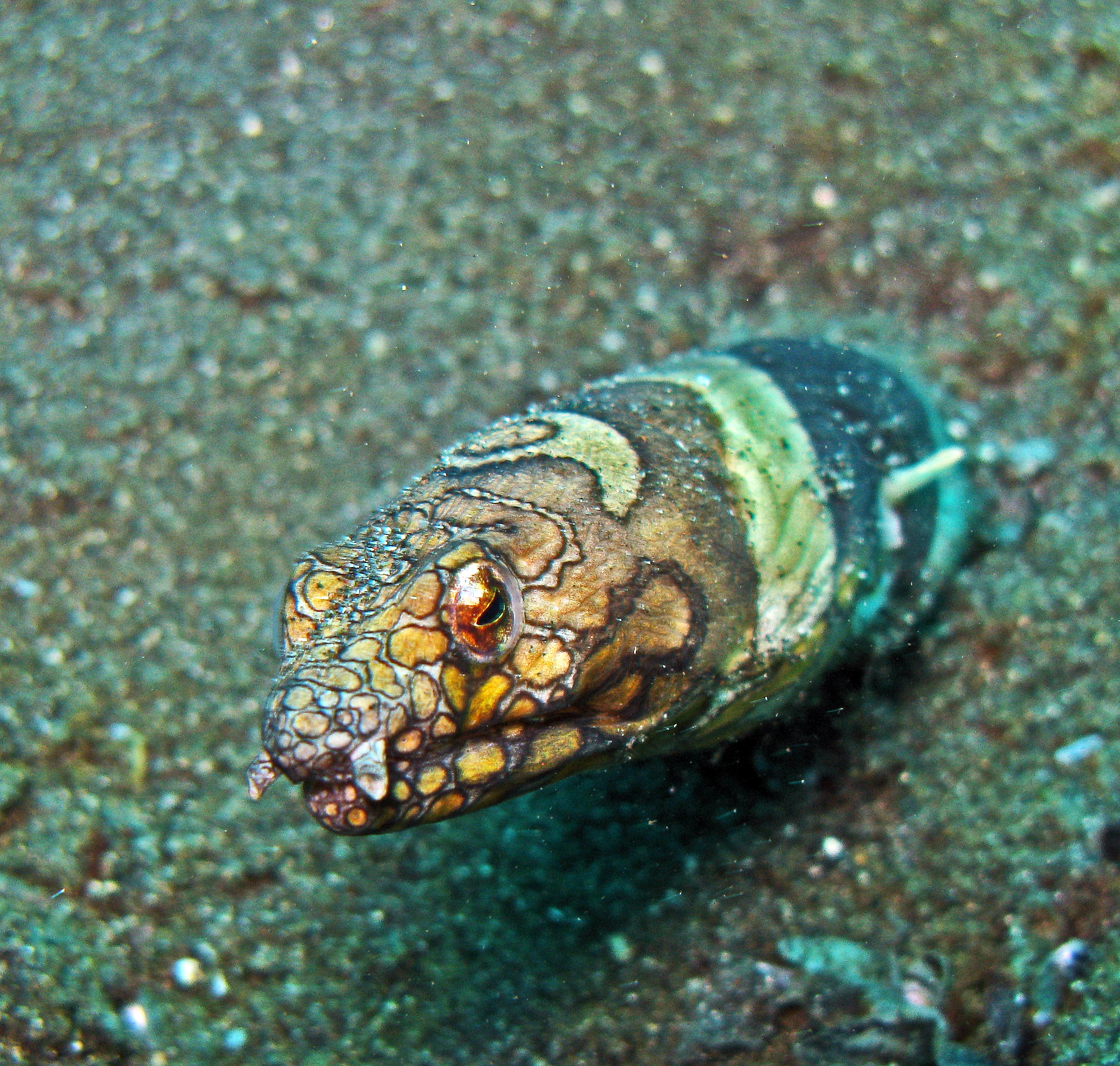
Ophichthus bonaparti, idem.

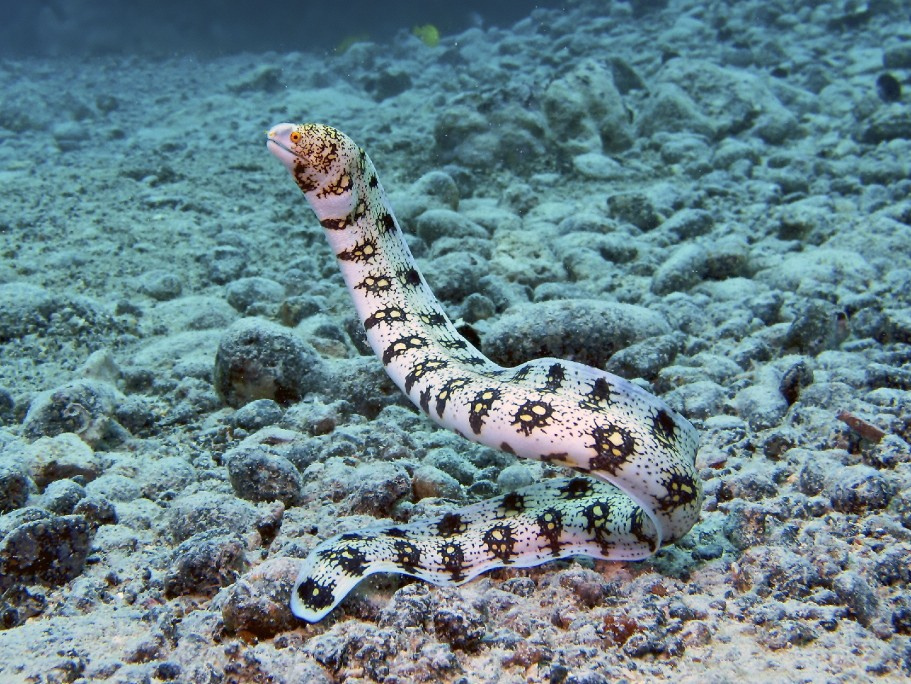
Echidna nebulosa, une murène.
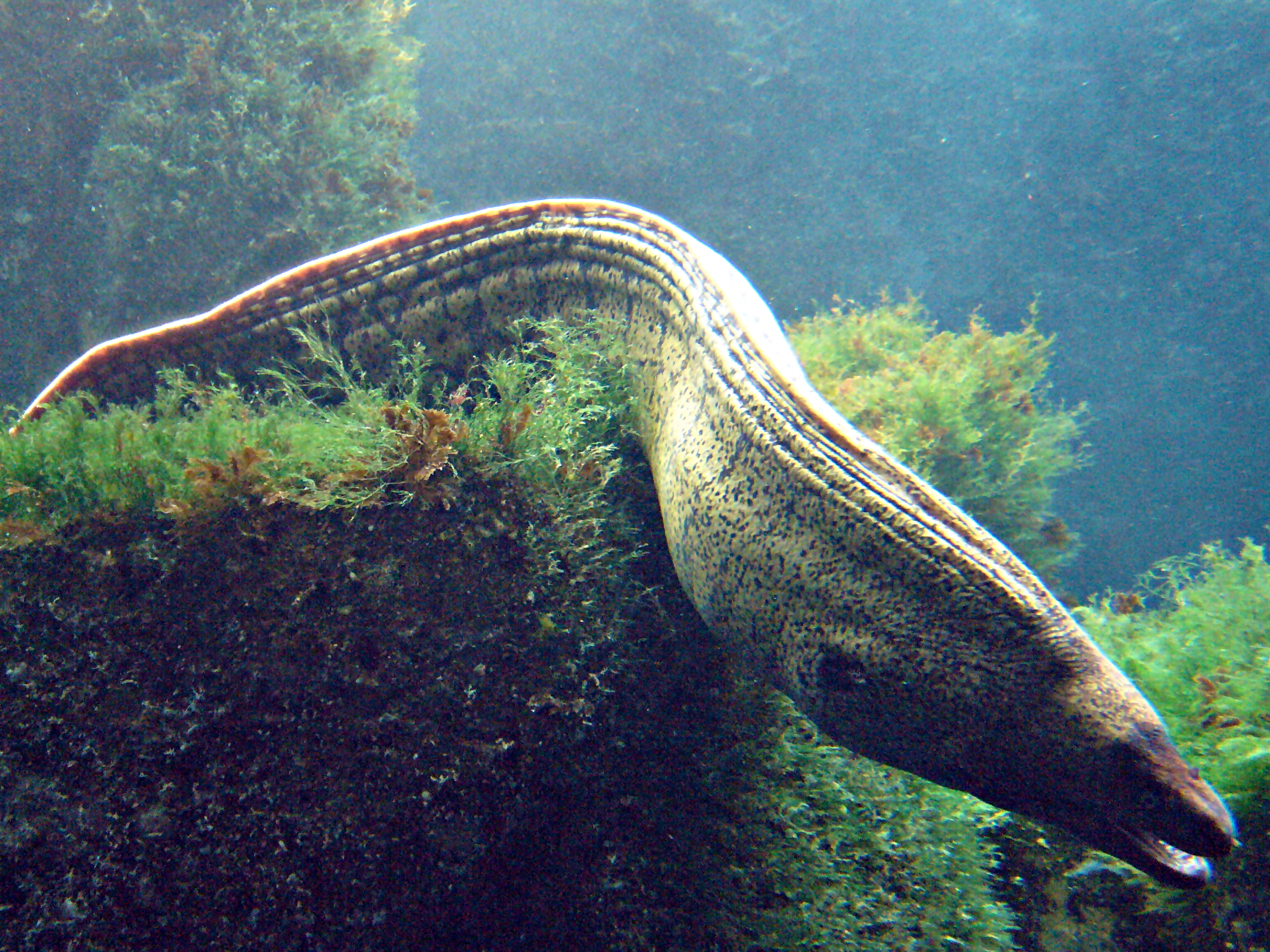
Muraena helena, idem.
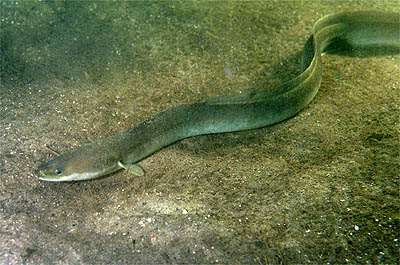
Anguilla anguilla, une anguille.
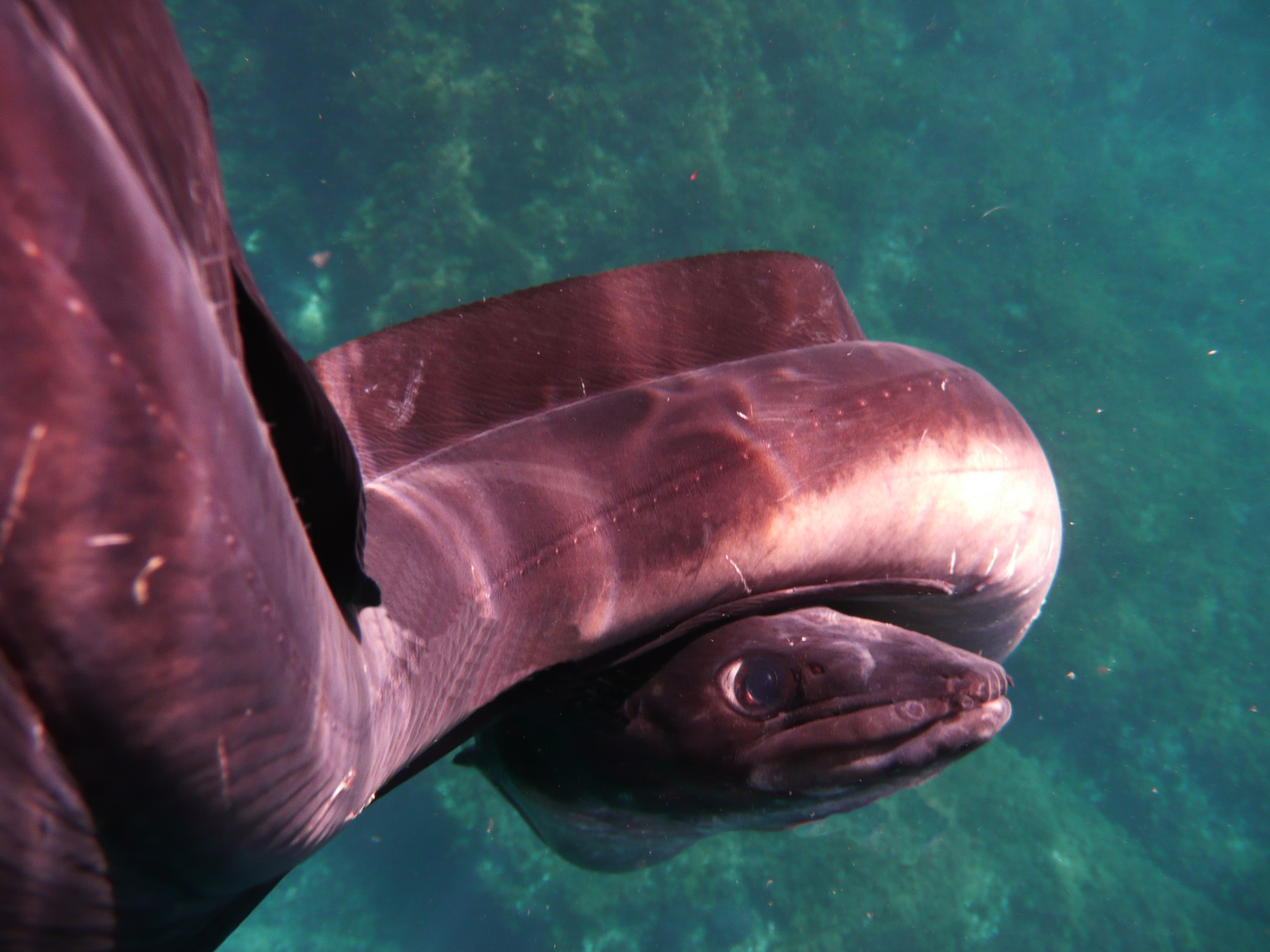
Conger conger, un congre.
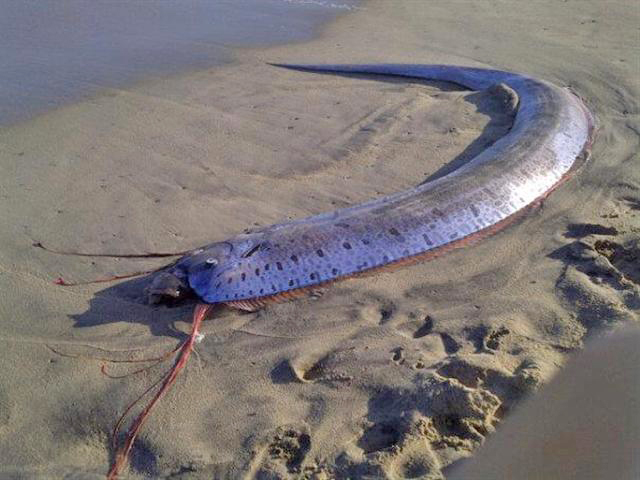
Regalecus glesne, un poisson allongé de l'ordre des Lampridiformes.
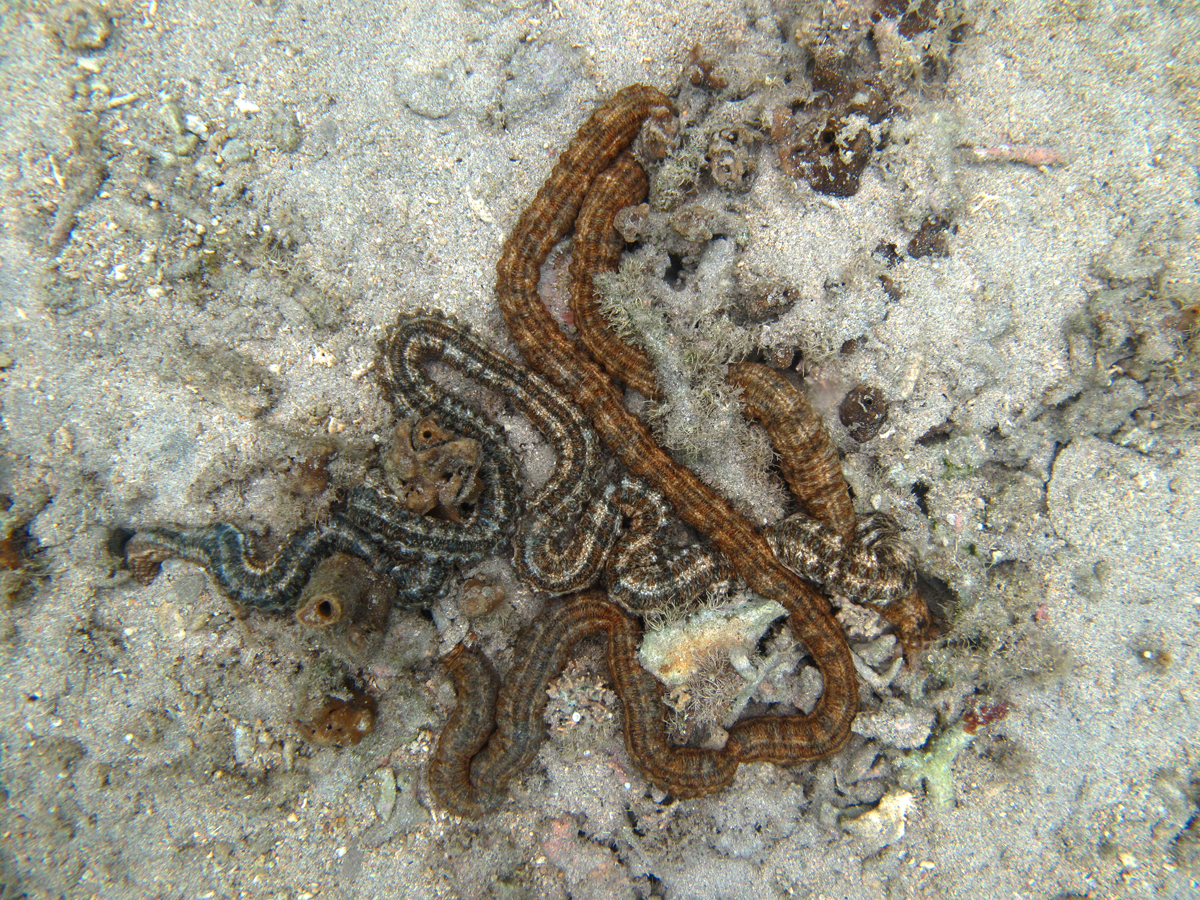
Synapta maculata, un concombre de mer allongé.
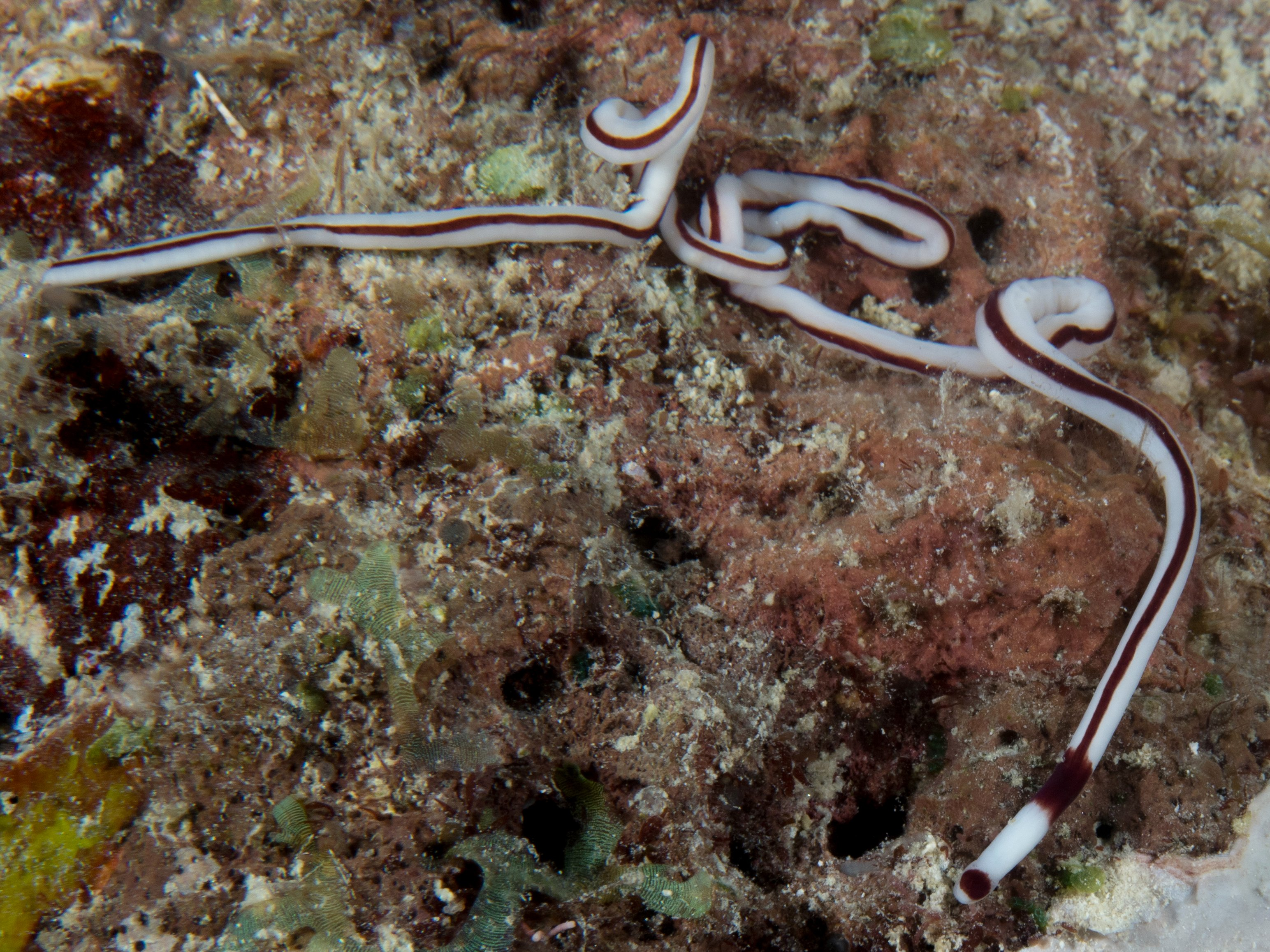
Baseodiscus hemprichii, un ver némertéen de grande taille.